# Comuna Nekrasovka, Sovietskîi
Nekrasovka (în ucraineană Некрасовка) este o comună în raionul Sovietskîi, Republica Autonomă Crimeea, Ucraina, formată din satele Barsove, Nekrasovka (reședința) și Okteabrske.

## Demografie
Componența lingvistică a comunei Nekrasovka
     Rusă (64,18%)
     Tătară crimeeană (20,22%)
     Ucraineană (14,18%)
     Alte limbi (0,87%)
Conform recensământului din 2001, majoritatea populației comunei Nekrasovka era vorbitoare de rusă (64,18%), existând în minoritate și vorbitori de tătară crimeeană (20,22%) și ucraineană (14,18%).